# Eine brennende Liebe
Eine brennende Liebe (auch als Eine andere Liebe gezeigt) ist ein US-amerikanisches Filmdrama aus dem Jahr 1947 von André De Toth mit Barbara Stanwyck und David Niven in den Hauptrollen. Der Film noir wurde von Enterprise Productions produziert und von United Artists in den Verleih gebracht. Er basiert auf der gleichnamigen Kurzgeschichte von Erich Maria Remarque.

## Handlung
Die weltberühmte Konzertpianistin Karen Duncan kommt zu einer Erholungskur ins Schweizer Bergsanatorium Mont Vierge, ohne zu wissen, dass ihre Lungenkrankheit tödlich ist. Sie verliebt sich bald in ihren Arzt Dr. Anthony Stanton, aber seine strikte Einhaltung der Sanatoriumsregeln lässt sie glauben, dass er kein Herz hat. Eines Tages, als Karen zum Einkaufen ins Dorf fährt, stößt sie auf den Sportwagen des Playboys und Rennfahrers Paul Clermont. Paul lädt Karen sofort zu den Rennen und zum Abendessen in Monte Carlo ein. In der Stadt trifft Karen ihre Mitpatientin Celestine Miller. Gemeinsam genießen sie die Hochstimmung, die sie außerhalb des Sanatoriums empfinden. Als Karen Anthony von ihrem neuen Wohlbefinden erzählt, warnt er sie, nicht ins Dorf zurückzukehren, sondern sich auszuruhen. Wütend über seine unromantische Art am Krankenbett flieht Karen ins Dorf, um Paul zu treffen. Nachdem er sie gebeten hat, mit ihm wegzulaufen und um die Welt zu reisen, kehrt sie ins Sanatorium zurück, um ihr Gepäck zu holen. Sie erfährt, dass Celestine an diesem Abend an einer plötzlichen Blutung gestorben ist. Aus Angst um ihr Leben verlangt Karen von Anthony die Wahrheit über ihren Zustand, der ihr sagt, dass sie für eine Weile das Bett hüten muss, wenn sie überleben will. Er gesteht ihr auch seine Liebe, aber sie glaubt ihm nicht und rennt in die Stadt, um Paul zu treffen.
Karen und Paul reisen nachts nach Monte Carlo. Sie verbringt die folgenden Wochen damit, lange aufzubleiben, zu trinken, zu rauchen und zu spielen. Immer wenn Karen einen schlimmen Hustenanfall hat, nimmt sie eine Tablette. Bald hat sie Fieber und verliert an Gewicht. Anthony findet sie und bittet Paul, Karen in ein Klima zu bringen, das sie nicht umbringen wird. Während einer Party erzählt Paul Karen, dass er mit ihrem Arzt gesprochen hat und sie nach Ägypten bringen wird. Verlegen über sein Mitleid geht Karen, die keine Tabletten mehr hat, im Regen in die Stadt. Ein Croupier erkennt sie und versucht, sie zu belästigen, aber sie fleht um Hilfe und gibt ihm den Rubinring, den Paul ihr geschenkt hatte als Bezahlung für den Transport zurück nach Mont Vierge. Anthony empfängt sie liebevoll und bringt sie auf die Intensivstation. Paul kommt im Sanatorium an, findet Karen jedoch schwer krank vor und überlässt sie den Händen des Arztes. Anthony macht Karen einen Heiratsantrag, sie heiraten und beziehen seine gemütliche Hütte neben dem Sanatorium. Eines Tages, während es draußen schneit, spielt Anthony ein Konzert auf dem Klavier, während eine schwache Karen zuhört und von dem Tag träumt, an dem es ihr wieder gut gehen wird.

## Hintergrund
Gedreht wurde der Film von Mitte Oktober 1946 bis Mitte Januar 1947.
Robert Stack wurde zunächst als Paul Clermont besetzt und spielte die Rolle während des ersten Drehmonats. Als er an Grippe erkrankte, wurde er durch Richard Conte ersetzt. Zwei Wochen später erkrankte auch Barbara Stanwyck und die Produktion wurde für zwei Wochen eingestellt. Nach Abschluss der Dreharbeiten zerstörte ein Brand im Schneideraum ca. 5.800 Meter belichtetes Filmmaterial aus dieser und einer weiteren Produktion von United Artist, Triumphbogen, einer weiteren Remarque-Verfilmung.
Der Film wurde in der Schweiz und an der französischen Riviera gedreht. Nach einer Vorpremiere des Films drehte David Niven acht Szenen mit britischer Aussprache für die Vorführung in Großbritannien neu. 4.000 Dollar der Einnahmen aus der Londoner Premiere (2024: über 56.000 Dollar) wurden an den National Flood Disaster Fund des Lord Mayor of London gespendet.
Nathan Juran oblag die künstlerische Leitung. Edward G. Boyle war für das Szenenbild zuständig, Edith Head, Marion Herwood Keynes und Edward P. Lambert für die Kostüme. Eugene Zádor leitete das Orchester.

## Synchronisation
Eine deutsche Synchronfassung entstand 1985 für das Fernsehen der ehemaligen DDR unter der Dialogregie von Klaus Döhrer nach einem Dialogbuch von Monika Thiel.
| Rolle               | Schauspieler     | Deutscher Synchronsprecher |
| ------------------- | ---------------- | -------------------------- |
| Karen Duncan        | Barbara Stanwyck | Lilo Grahn                 |
| Dr. Anthony Stanton | David Niven      | Manfreda Wagner            |
| Paul Clermont       | Richard Conte    | Ernst Meincke              |
| Croupier            | Gilbert Roland   | Thomas Hailer              |
| Celestine Miller    | Joan Lorring     | Elvira Schuster            |
| Prof. Linnaker      | Richard Hale     | Hinrich Köhn               |

## Veröffentlichung
Die Weltpremiere des Films fand am 27. März 1947 in London statt. In den USA kam er am 14. Mai 1947 in die Kinos. In der DDR wurde er am 18. Februar 1986 im Fernsehen ausgestrahlt, in der Bundesrepublik Deutschland am 16. September 1986.

## Kritiken
Bosley Crowther von der The New York Times zeigte sich enttäuscht, dass Ladislas Fodor und Harry Brown ein Drama mit großen Möglichkeiten in eine typische künstliche Romanze verwandelten. Als solche wimmele es von den üblichen emotionalen Hypothesen und Klischees. Barbara Stanwyck sei in der Hauptrolle etwas zu steinern und trotzig, etwas mehr Sanftmut und Anmut wäre besser gewesen.
Jack Moffitt schrieb im Magazin Esquire, eine schicke Traurigkeit durchdringe den Film. Mit Hilfe von Barbara Stanwyck, David Niven und einem gut zugeschnittenen Drehbuch lasse der Produzent den Tod modisch, wenn nicht sogar populär erscheinen.
Das Lexikon des internationalen Films schrieb: „Wenig originelles, ausdrucksarmes psychologisches Melodram, farblos und kitschig.“